# كريستوف جيرارد
كريستوف جيرارد (بالفرنسية: Christophe Girard)‏ (21 يوليو 1967 ببلوا في فرنسا - ) هو ملاكم فرنسي.

## إحصائيات
خاض خلال مسيرته 46 نزالا، فاز في 40 وخسر في 6. فاز بالضربة القاضية في 12 نزالا.

## روابط خارجية
- كريستوف جيرارد على موقع بوكس ريك (الإنجليزية) (registration required)